# Desmopachria glabella
Desmopachria glabella är en skalbaggsart som beskrevs av Young 1981. Desmopachria glabella ingår i släktet Desmopachria och familjen dykare. Inga underarter finns listade i Catalogue of Life.